# Penepodium albovillosum
Penepodium albovillosum är en biart som först beskrevs av Cameron 1888.  Penepodium albovillosum ingår i släktet Penepodium och familjen grävsteklar. Inga underarter finns listade i Catalogue of Life.